# صخور القمر
صخور القمر هو مصطلح يشير إلى الصخور التي تكونت على سطح القمر (التابع لكوكب الأرض).

## خواص الصخور

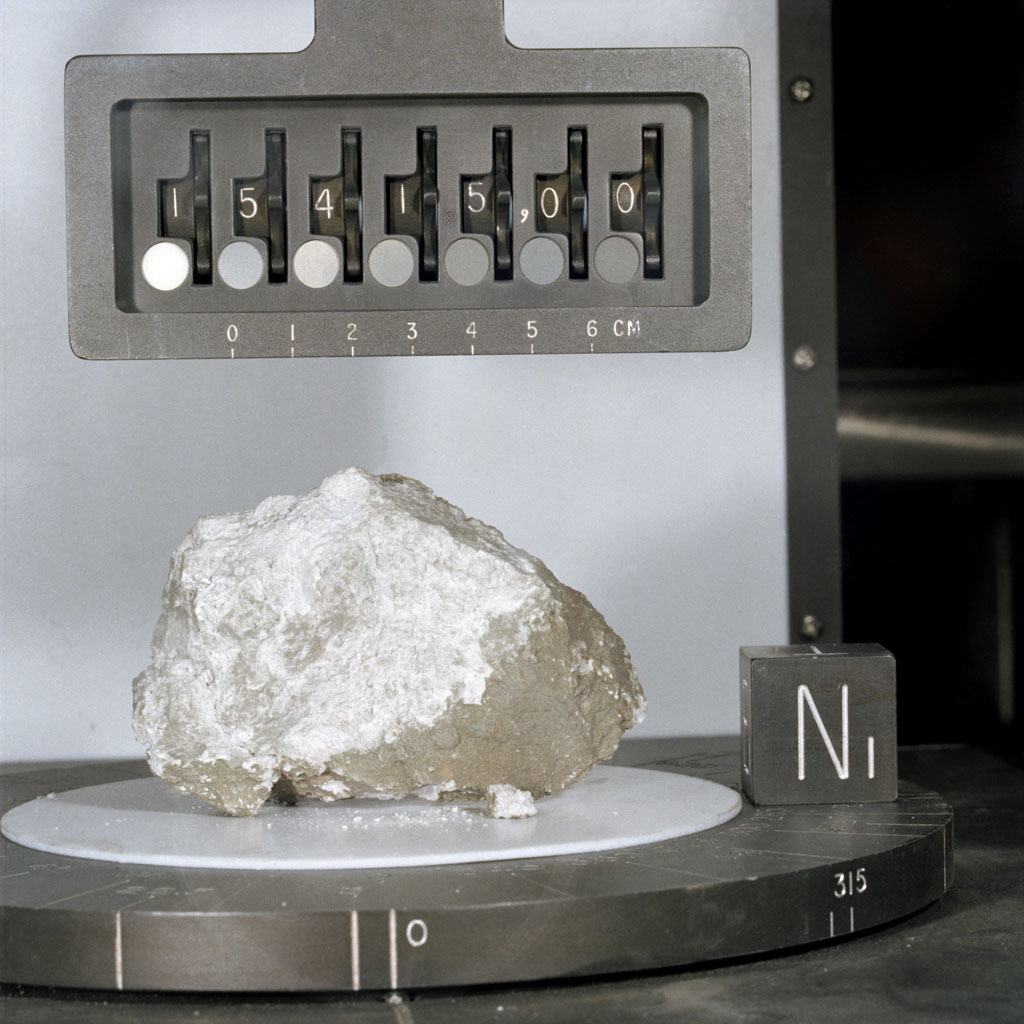
صخرة التكوين (Genesis Rock)